# The Cavalier's Dream
The Cavalier's Dream er en amerikansk stumfilm fra 1898 af Edwin S. Porter.